# Dragonfly (Ziggy Marley)
Dragonfly è un album di Ziggy Marley, pubblicato nel 2003. La traccia "Rainbow in the Sky" è stata scritta insieme a Flea e John Frusciante dei Red Hot Chili Peppers, mentre la traccia "Melancholy Mood" solamente insieme a Flea.

## Tracce
1. Dragonfly – 4:16
2. True to Myself – 3:49
3. I Get Out – 4:18
4. Looking – 3:21
5. Shalom Salaam – 5:08
6. In the Name of God – 5:38
7. Rainbow in the Sky – 3:08
8. Melancholy Mood – 4:33
9. Good Old Days – 4:18
10. Never Deny You – 4:06
11. Don't You Kill Love – 3:46